# SuS Neuenkirchen
Spiel und Sport 09 Neuenkirchen ist ein Sportverein aus Neuenkirchen im Kreis Steinfurt, Westfalen, mit rund 2000 Mitgliedern. Die erste Fußballmannschaft spielte von 2012 bis 2017 in der Oberliga Westfalen. Neben der Fußballabteilung gibt es noch zehn andere Abteilungen, wie zum Beispiel Badminton, Handball, Leichtathletik, Tischtennis und Volleyball.
Star der Vereinsgeschichte ist Hans Weiner, der 1968 und 1969 mit der A-Jugend den Westfalenpokal gewann und Anfang der 1980er Jahre mit dem FC Bayern zweimal Meister und einmal Pokalsieger wurde und zudem im Finale des Europapokals der Landesmeister spielte.

## Geschichte
Der Verein wurde im Jahre 1909 gegründet. Die vom Verein genutzten Sportstätten liegen am Haarweg in der Nähe Wettringer Straße. Das Waldstadion liegt nördlich des Haarweg, während das Vereinsheim und mehrere Trainingsplätze auf der südlichen Seite liegen. Im Jahr 2014 wurde dort auch ein Kunstrasenplatz angelegt.
Die Fußballer erlebten ab den späten 1990er Jahren einen sportlichen Aufschwung, der 1997 mit dem Aufstieg in die Bezirksliga eingeleitet wurde. Bereits zwei Jahre später gelang der Aufstieg in die Landesliga Westfalen. Im Jahre 2005 gelang wegen der besseren Tordifferenz gegenüber der TSG Dülmen der Aufstieg in die Verbandsliga Westfalen, die ab 2008 Westfalenliga genannt wird. Nach einem vierten Platz im Jahre 2010 und einem dritten Platz ein Jahr später belegten die Neuenkirchener in der Saison 2011/12 den sechsten Platz. Am 14. Juni 2012 machte der SuS durch einen 3:2-Sieg im Entscheidungsspiel gegen DJK TuS Hordel den Aufstieg in die wieder eingeführte Oberliga Westfalen perfekt.
Nach einer schwachen Hinrunde in der Saison 2012/13 konnte sich das Team in der Rückrunde steigern und sicherte sich den siebten Platz und ein weiteres Jahr in der Oberliga. Ein Jahr später wurden die Neuenkirchener Vierter. Saisonhöhepunkt war das Derby beim FC Eintracht Rheine vor 3.522 Zuschauern. In der Saison 2015/16 spielt die Mannschaft erneut in der Spitzengruppe der Oberliga mit, verzichtete aber aus finanziellen und strukturellen Gründen auf einen Lizenzantrag für die Regionalliga West. Ein Jahr später stiegen die Neuenkirchener aufgrund der schlechteren Tordifferenz gegenüber dem ASC 09 Dortmund in die Westfalenliga ab.
Zurück in der Westfalenliga wurde die Mannschaft 2019 Vizemeister hinter Preußen Münster II. Drei Jahre später stiegen die Neuenkirchner wieder in die Landesliga ab und schafften 2024 den erneuten Aufstieg in die Westfalenliga.

## Erfolge

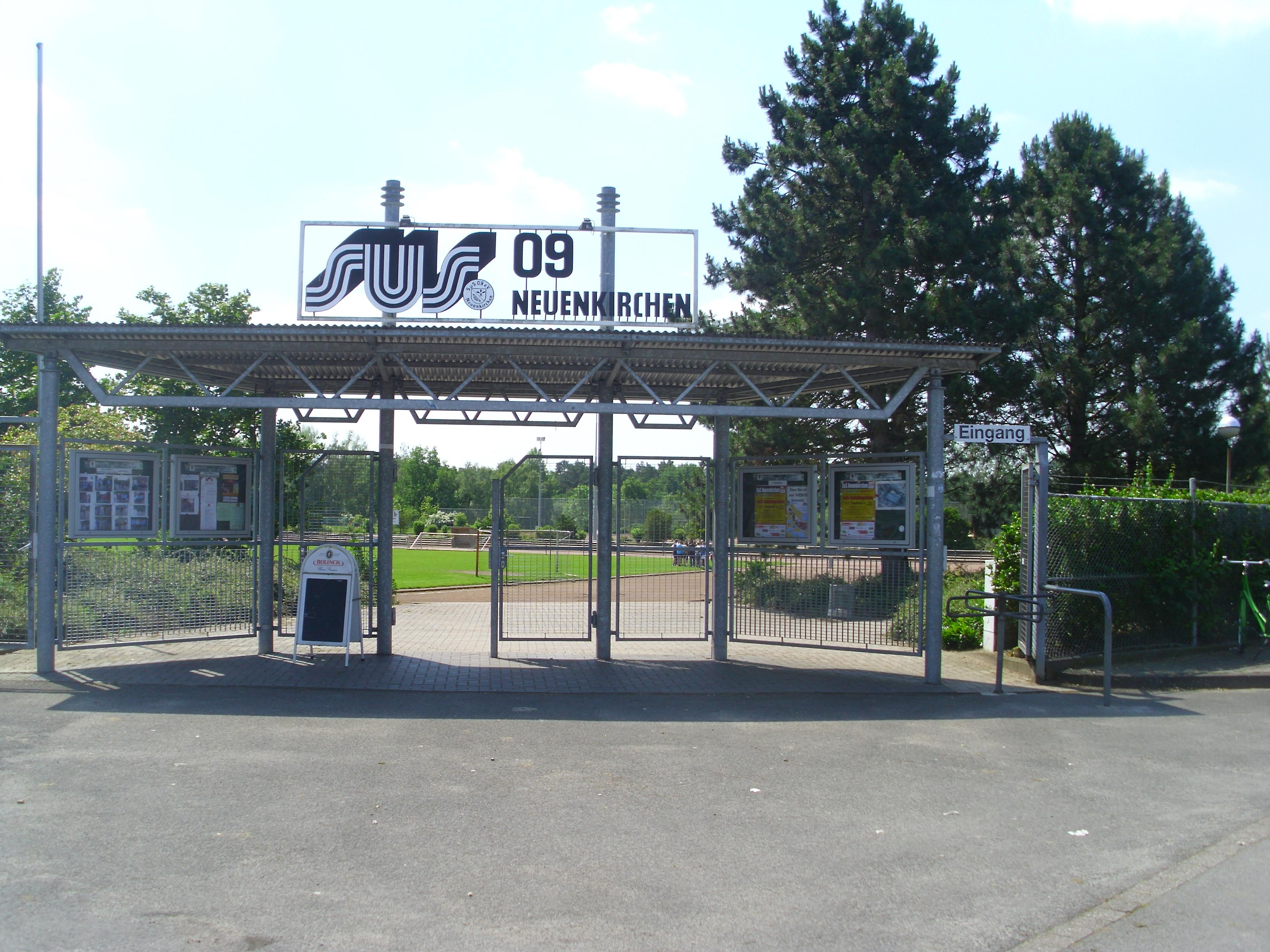
Eingangsbereich zu den Sportplätzen am Haarweg

- Aufstieg in die Oberliga Westfalen 2012
- Aufstieg in die Westfalenliga: 2005, 2024
- A-Jugend-Westfalenpokalsieger: 1968, 1969[6]

## Persönlichkeiten
- Mirko Baschetti
- Marius Bülter
- Malte Nieweler
- Merlin Schütte
- André Wiwerink
- Hans Weiner